# Вја Липија (Перуђа)
Вја Липија је насеље у Италији у округу Перуђа, региону Умбрија.
Према процени из 2011. у насељу је живело 1521 становника. Насеље се налази на надморској висини од 216 м.